# Minas Mórgul
Minas Mórgul (en síndarin: "Torre de la Màgia Negra"), originalment coneguda com a Minas Íthil ("Torre de la Lluna"), és una ciutat de la Terra Mitjana, el món fictici ideat per J.R.R. Tolkien.
Va ser construïda a la fi de la Segona Edat pels dúnedain que s'exiliaren de Númenor.

## Història

### Minas Íthil
Després de la destrucció de Númenor, els fills d'Eléndil Isíldur i Anàrion van desembarcar a la Terra Mitjana i fundaren el regne a l'exili de Góndor. En una agradable vall de les belles terres d'Ithílien, pròxima a la frontera amb Mórdor, Isíldur va construir Minas Íthil. Les parets de la ciutat van ser dissenyades en marbre blanc per atrapar i reflectir la llum de la lluna, i brillava amb una suau lluminositat platejada.
A la ciutat Isíldur hi va plantar un plançó de l'arbre blanc de Nímloth que havia rescatat de Númenor, i hi diposità un dels set palantirs. El seu germà Anàrion havia fundat Minas Ànor (la "Torre del Sol") a l'altra banda de l'Ànduin, però la capital de Góndor era a Osguíliath on els dos germans tenien els trons un al costat de l'altre.
El 3429 de la Segona Edat Sàuron va atacar els exiliats de Númenor, i va prendre Minas Íthil per sorpresa. L'arbre branc va ser cremat, però Isíldur i la seva família van aconseguir escapar-ne amb una llavor.
Eléndil, Isíldur i Anàrion van recuperar la ciutat, i el 3441 l'Última Aliança va derrotar Sàuron. Isíldur va plantar la llavor de l'arbre blanc a Minas Ànor en honor d'Anàrion, que havia mort durant la guerra.
Minas Íthil va prosperar durant molts anys dins el regne de Góndor. El 1636 de la Tercera Edat, la seva població es va veure molt reduïda per la Gran Plaga, i la vigilància a Mórdor es va veure inevitablement relaxada.
L'any 2000 els nazgûl van posar setge a Minas Íthil, i al cap de dos anys va caure sota els exèrcits del rei bruixot d'Àngmar. La ciutat va ser ocupada per criatures de Mórdor i als seus murs s'hi afegiren fortificacions amenaçadores. El palàntir va ser capturat i més tard portat a Bàrad-dûr, on l'utilitzaria el mateix Sàuron. La ciutat passà a ser coneguda com a Minas Mórgul: la "Torre de la Bruixeria".

### La Ciutat dels Nazgûl
Quan Eàrnur va esdevenir Rei de Góndor el 2043, el rei Bruixot va desafiar-lo a un combat singular per tal de poder acabar la disputa que havia començat a la Batalla de Fórnost uns anys abans. El 2050 Eàrnur va acceptar un segon desafiament, va cavalcar amb un contingent de cavallers fins a Minas Mórgul i mai més se'n tornà a saber res.
Sota el domini dels Espectres de l'Anell Minas Ithil es va convertir en una versió corrupta de la seva bellesa inicial. La llum de lluna inicial de les seves parets de marbre es va convertir en una llum pàl·lida cadavèrica que no il·luminava res, i la ciutat era silenciosa com una tomba. La màgia negra que omplia la vall de Mórgul era tan gran que molts homes es embogien en acostar-s'hi. Les valls d'Ithílien es van despoblar i els dúnedain fugiren de l'est de l'Ànduin.

### La Guerra de l'Anell i la Quarta Edat
Durant la Guerra de l'Anell, Minas Mórgul va continuar actuant com una de les bases d'operacions principals de les forces de Sàuron, sota el comandament del Rei bruixot. L'exèrcit d'orcs que va atacar Osguíliath i assetjà Minas Tirith provenia de Minas Mórgul.
Quan Frodo Saquet, Samseny Gamgí i Gòl·lum van passar per davant de la ciutat en el seu camí cap a Círith Úngol, l'Anell Únic gairebé va aconseguir fer córrer a Frodo cap a les portes de la ciutat. Mentre pujaven per les escales de Círith Úngol van veure com una llum rogenca emergia de Bàrad-dûr com a senyal de què l'atac havia de començar, i immediatament després una flamerada similar d'un blau intens va sorgir de Minas Mórgul.
Quan l'Exèrcit de l'Oestat va passar per davant de la vall de Mórgul per presentar l'última batalla a la Porta Negra, van destruir el pont que duia a la ciutat i van calar foc als camps. Les forces d'Àragorn no van trobar oposició, ja que tota la guarnició de Minas Mórgul havia mort a la batalla dels Camps de Pelènnor. El Príncep Ímrahil de Dol Àmroth va proposar d'atacar Mórdor a través de Minas Mórgul, però d'altres temeren que els horrors de la vall aterrarien els homes de Góndor. Gàndalf també sabia que el portador de l'Anell havia passat per allí, de manera que no volia que l'atenció de Sàuron se centrés a la vall.
Després de la Guerra de l'Anell, quan Àragorn va ser coronat com a Rei Eléssar, va nomenar Fàramir el Príncep d'Ithílien. Fàramir va establir-se a Emyn Arnen, i la ciutat de Minas Mórgul va ser arrasada per ordre del rei.